# Nœud (mathématiques)
Pour les articles homonymes, voir Nœud.

Une table de tous les nœuds premiers ayant sept croisements ou moins (aux symétries miroir près).

En mathématiques, et plus particulièrement en géométrie et en topologie algébrique, un nœud est un plongement d'un cercle dans ℝ3, l'espace euclidien de dimension 3, considéré à des déformations continues près. Une différence essentielle entre les nœuds usuels et les nœuds mathématiques est que ces derniers sont fermés (sans extrémités permettant de les nouer ou de les dénouer) ; les propriétés physiques des nœuds réels, telles que la friction ou l'épaisseur des cordes, sont généralement également négligées. Plus généralement, on parle aussi de nœud pour des plongements de {\displaystyle S^{j}} dans {\displaystyle S^{n}}, tout particulièrement dans le cas {\displaystyle j=n-2}. L'étude des nœuds mathématiques s'appelle la théorie des nœuds.

## Types de nœuds
Le nœud le plus simple, appelé le nœud trivial (ou le non-nœud, unknot en anglais), est le cercle ordinaire du plan, considéré comme plongé isométriquement dans ℝ3.
Plus généralement, un nœud trivial est une courbe fermée simple de ℝ3 qui est le bord d'une surface
homéomorphe
à un disque.
Au sens usuel, le nœud trivial n'est pas noué du tout. Les nœuds non triviaux les plus simples sont le nœud de trèfle (noté 31 dans la table ci-dessus), le nœud en huit (41) et le nœud en étoile(51).

Tout nœud peut être dénoué si on rompt la boucle.

Un ensemble de nœuds, éventuellement enchevêtrés, s'appelle un entrelacs (bien qu'il existe des terminologies différentes, telle que celle de nœud borroméen). Les nœuds sont des entrelacs n'ayant qu'une composante.
Les mathématiciens préfèrent souvent considérer les nœuds comme plongés dans la 3-sphère, {\displaystyle S^{3}}, plutôt que dans ℝ3, la 3-sphère étant un espace compact, équivalent à l'adjonction à ℝ3 d'un point unique à l'infini (voir compactifié d'Alexandroff).

Un nœud « sauvage ».

Un nœud est lisse, ou régulier (tame, en anglais), s'il peut être « épaissi », c'est-à-dire si on peut le prolonger en un plongement du tore plein (en), S1×D2, dans la 3-sphère. Un nœud est lisse si et seulement s'il peut être représenté par une ligne brisée fermée. Les nœuds non lisses sont dits sauvages (wild, en anglais) et peuvent avoir des propriétés pathologiques. En théorie des nœuds, l'adjectif lisse est le plus souvent omis ; en effet, les plongements différentiables sont toujours lisses.
Le complémentaire d'un nœud de la 3-sphère (l'ensemble des points de la 3-sphère n'appartenant pas au nœud, ou, pour certains auteurs, au nœud épaissi), est un outil important d'étude : un théorème majeur de Gordon et Luecke affirme en effet qu'en dehors de l'image miroir du nœud, aucun autre nœud n'a de complémentaire homéomorphe, ce qui ramène l'étude des nœuds à celle des variétés de dimension 3, et par exemple à la conjecture de géométrisation de Thurston.

## Généralisations

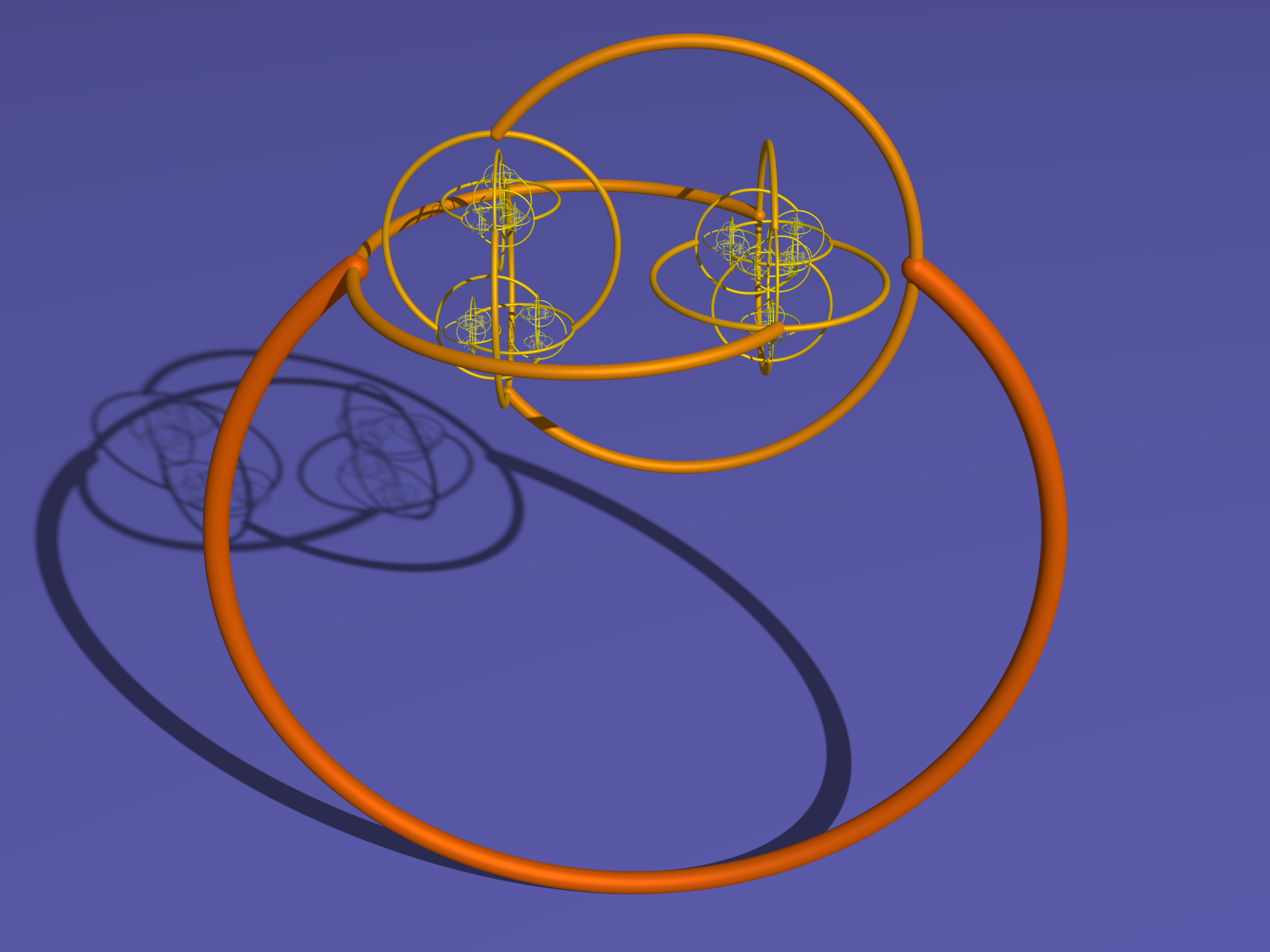
La sphère cornue d'Alexander.

Plus généralement, étant donné une variété {\displaystyle M} et une de ses sous-variétés {\displaystyle N}, on dit que {\displaystyle N} peut être nouée dans {\displaystyle M} s'il existe un plongement g de {\displaystyle N} dans {\displaystyle M} qui n'est pas isotope à l'injection canonique de {\displaystyle N} dans {\displaystyle M}. Les nœuds traditionnels correspondent au cas {\displaystyle N=S^{1}} et {\displaystyle M=}ℝ3 ou {\displaystyle M=S^{3}}.
Le théorème de Schoenflies dit que le cercle ne peut être noué dans la sphère ordinaire (la 2-sphère), même de façon non lisse : toute courbe de Jordan de la sphère est isotope à un cercle ordinaire. Un théorème d'Alexander dit qu'il en est de même de la 2-sphère : elle ne peut se nouer de façon lisse dans la 3-sphère ; plus généralement, Brown et Mazur ont démontré que, pour tout n, la n-sphère ne peut se nouer de façon topologiquement lisse dans la n+1-sphère. En revanche, la sphère cornue d'Alexander est un exemple d'un nœud sauvage de la 2-sphère dans la 3-sphère (ou dans l'espace euclidien usuel). Même si on se restreint aux isotopies différentiables, la {\displaystyle n}-sphère ne peut toujours pas être nouée dans la {\displaystyle n+1}-sphère si {\displaystyle n\neq 3}. Le cas {\displaystyle n=3} est un problème encore non résolu, étroitement lié à la question de l'existence d'une structure lisse exotique sur la 4-sphère.
Haefliger a montré qu'il n'y a pas de nœuds de dimension j dans {\displaystyle S^{n}} si {\displaystyle 2n-3j-3>0}, et a donné des exemples de sphères nouées pour tous les {\displaystyle n>j} ≥ 1 tels que {\displaystyle 2n-3j-3=0}. Le nombre {\displaystyle n-j} est appelée la codimension du nœud. Le travail de Haefliger montre également que les classes d'isotopie de plongements de {\displaystyle S^{j}} dans {\displaystyle S^{n}}forment un groupe (la loi de groupe étant la somme connexe) lorsque la codimension est supérieure à deux.
Haefliger fait une utilisation intensive du théorème de h-cobordisme (en) de Smale. Un des résultats de Smale est que des nœuds non homéomorphes ont des complémentaires homéomorphes lorsque la codimension est supérieure à 2, rendant ce cas assez différent de la théorie des nœuds usuelle. Ainsi, Zeeman a démontré que, pour des isotopies topologiques, on ne peut pas nouer les sphères si la codimension est supérieure à 2.